# Séderon
Séderon est une commune française située au sud-est du département de la Drôme et dans la région Auvergne-Rhône-Alpes.

## Géographie

### Localisation
Séderon est située en Drôme provençale.

### Relief et géologie
Le village de Séderon est situé à l'entrée d'un anticlinal perché entouré par une ceinture de rochers élevés dont toutes les eaux s'écoulent par la cluse à l'entrée de laquelle est bâti le bourg.
Site curieux entre deux rochers : interpénétration alpine et méditerranéenne des reliefs.
Sites particuliers :
- 1891 : Abeillon, mont[3].

### Hydrographie

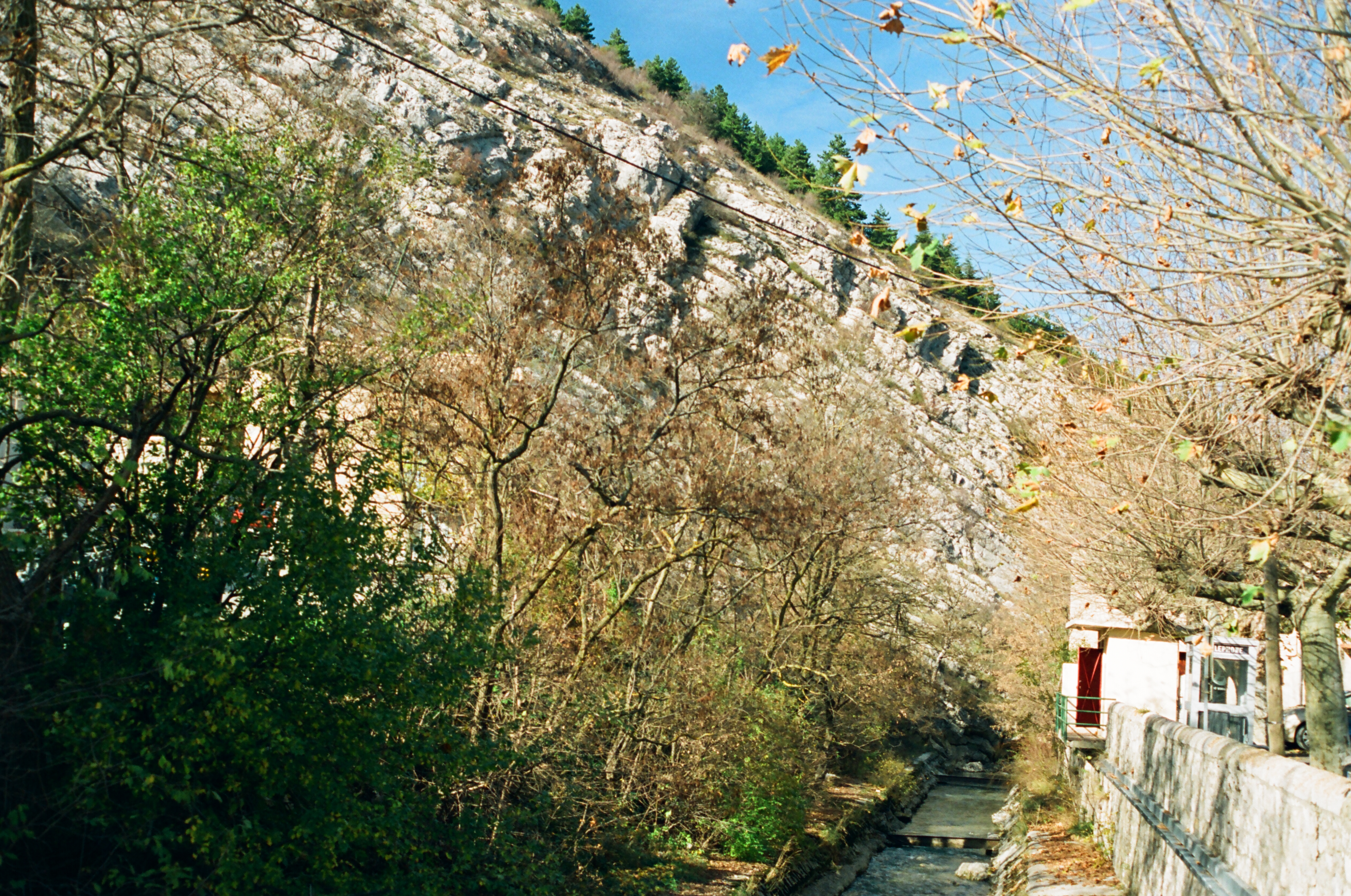
La Méouge à Séderon.

La commune est partagée en deux par la Méouge.
Elle est aussi arrosée par l'un de ses affluents, le Ravin de Lèbrières.

En 1891, le ruisseau affluent de la Méouge se nomme Les Lébrières. Il a deux kilomètres de parcours. Sa largeur moyenne est de cinq mètres et sa pente de cent mètres. Son débit ordinaire est de 0,05 m3, extraordinaire de 15 mètres cubes.

### Climat
Pour des articles plus généraux, voir Climat d'Auvergne-Rhône-Alpes et Climat de la Drôme.
En 2010, le climat de la commune est de type climat méditerranéen altéré, selon une étude du Centre national de la recherche scientifique s'appuyant sur une série de données couvrant la période 1971-2000. En 2020, Météo-France publie une typologie des climats de la France métropolitaine dans laquelle la commune est exposée à un climat de montagne ou de marges de montagne et est dans une zone de transition entre les régions climatiques « Provence, Languedoc-Roussillon » et « Alpes du sud ». 
Pour la période 1971-2000, la température annuelle moyenne est de 9,6 °C, avec une amplitude thermique annuelle de 16,5 °C. Le cumul annuel moyen de précipitations est de 1 047 mm, avec 7,4 jours de précipitations en janvier et 4,5 jours en juillet. Pour la période 1991-2020, la température moyenne annuelle observée sur la station météorologique installée sur la commune est de 9,7 °C et le cumul annuel moyen de précipitations est de 1 032,4 mm,. Pour l'avenir, les paramètres climatiques de la commune estimés pour 2050 selon différents scénarios d'émission de gaz à effet de serre sont consultables sur un site dédié publié par Météo-France en novembre 2022.
| Mois                                  | jan.            | fév.           | mars            | avril          | mai             | juin          | jui.            | août          | sep.          | oct.            | nov.             | déc.             | année     |
| ------------------------------------- | --------------- | -------------- | --------------- | -------------- | --------------- | ------------- | --------------- | ------------- | ------------- | --------------- | ---------------- | ---------------- | --------- |
| Température minimale moyenne (°C)     | −4,8            | −4,7           | −2              | 1              | 4,6             | 7,8           | 9,8             | 9,6           | 6,4           | 3,7             | −0,7             | −3,9             | 2,2       |
| Température moyenne (°C)              | 1,6             | 2,3            | 5,6             | 8,4            | 12,4            | 16,1          | 18,6            | 18,5          | 14,4          | 10,6            | 5,5              | 2,1              | 9,7       |
| Température maximale moyenne (°C)     | 7,9             | 9,4            | 13,2            | 15,9           | 20,2            | 24,5          | 27,4            | 27,4          | 22,3          | 17,5            | 11,7             | 8                | 17,1      |
| Record de froid (°C) date du record   | −23 04.01.1971  | −21,7 06.02.12 | −18,7 01.03.05  | −10,7 08.04.21 | −5,8 06.05.1979 | −2,4 03.06.06 | 1,6 17.07.00    | 0,4 31.08.06  | −3,5 18.09.01 | −8,9 31.10.1997 | −16,1 23.11.1999 | −21,4 03.12.1973 | −23 1971  |
| Record de chaleur (°C) date du record | 18,8 27.01.1983 | 22,3 27.02.19  | 26,2 11.03.1978 | 27,9 08.04.11  | 32,2 22.05.22   | 38,4 28.06.19 | 36,2 30.07.1983 | 37,7 22.08.23 | 31,7 04.09.23 | 29,9 08.10.23   | 23,6 03.11.1981  | 19,2 16.12.1998  | 38,4 2019 |
| Précipitations (mm)                   | 88,6            | 64,9           | 64,4            | 95,6           | 84,8            | 63,1          | 38,6            | 59,2          | 99,9          | 130,9           | 148,9            | 93,5             | 1 032,4   |

### Voies de communication et transports
Le col de Macuègne (1 068 m) relie la commune à celle de Barret-de-Lioure.
La commune est desservie par la ligne de bus no 43 (Laragne - Mévouillon).

## Urbanisme

### Typologie
Au 1er janvier 2024, Séderon est catégorisée commune rurale à habitat dispersé, selon la nouvelle grille communale de densité à 7 niveaux définie par l'Insee en 2022.
Elle est située hors unité urbaine et hors attraction des villes,.

### Occupation des sols
L'occupation des sols de la commune, telle qu'elle ressort de la base de données européenne d’occupation biophysique des sols Corine Land Cover (CLC), est marquée par l'importance des forêts et milieux semi-naturels (74,4 % en 2018), une proportion identique à celle de 1990 (74,4 %). La répartition détaillée en 2018 est la suivante : 
forêts (40,6 %), milieux à végétation arbustive et/ou herbacée (33,7 %), zones agricoles hétérogènes (23 %), terres arables (1,4 %), zones urbanisées (1,3 %). L'évolution de l’occupation des sols de la commune et de ses infrastructures peut être observée sur les différentes représentations cartographiques du territoire : la carte de Cassini (XVIIIe siècle), la carte d'état-major (1820-1866) et les cartes ou photos aériennes de l'IGN pour la période actuelle (1950 à aujourd'hui).

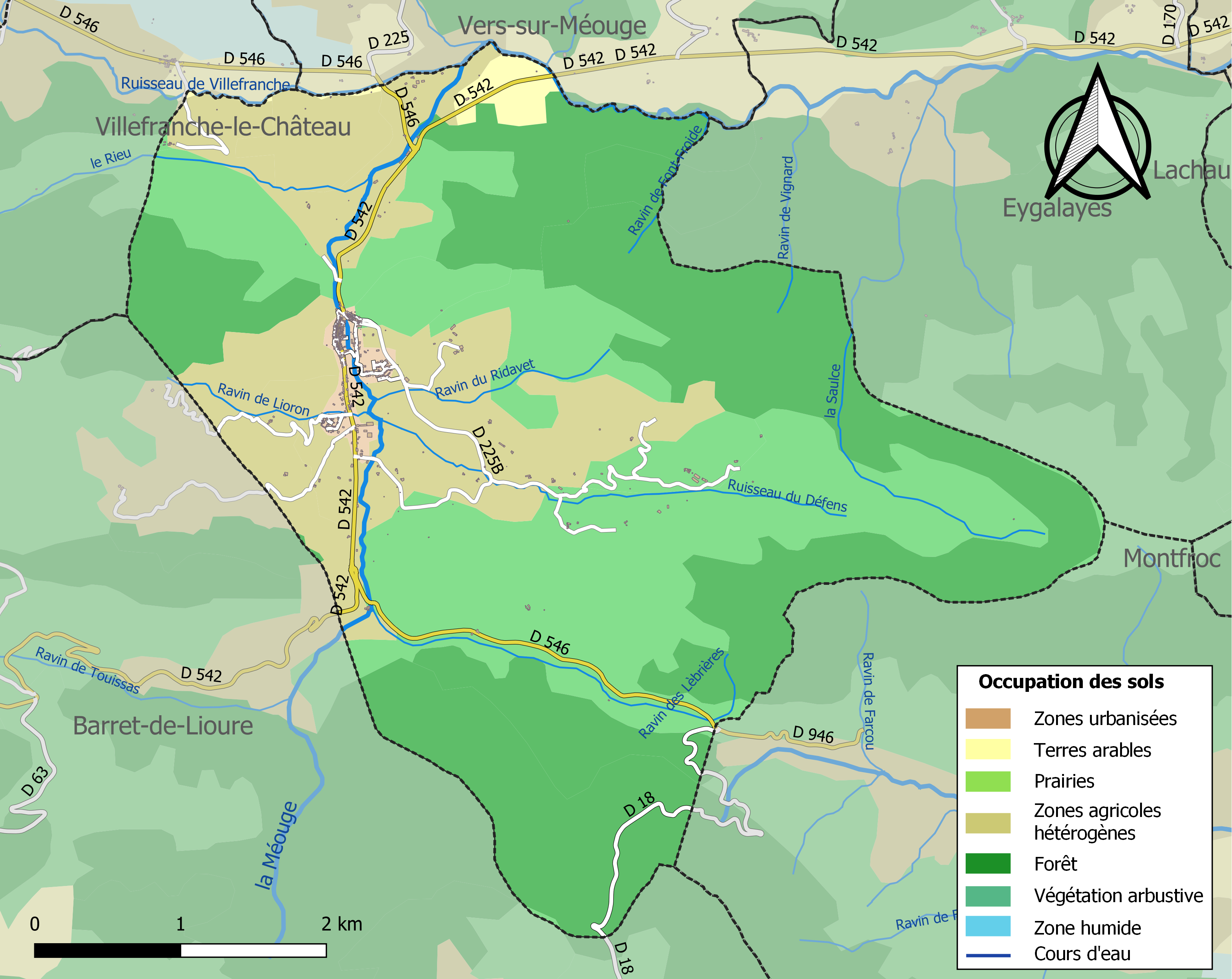
Carte des infrastructures et de l'occupation des sols de la commune en 2018 (CLC).

### Morphologie urbaine

#### Hameaux et lieux-dits
- Gueisset (1891) est un quartier de la commune de Séderon[18]. Il peut être orthographié Gueysset ou Gueyssier[réf. nécessaire].
- Les Lébrières.
- Saint-Baudile.

## Toponymie

### Attestations
Dictionnaire topographique du département de la Drôme :
- 1293 : castrum de Sedarono (inventaire des dauphins, 221).
- 1293 : castrum de Sadorolio (Valbonnais, I, 35).
- 1299 : de Saderono (archives de la Drôme, E 3093).
- 1299 : castrum Saderoni (inventaire de la maison de Baux).
- 1308 : Sadaronum(archives des Bouches-du-Rhône, B 155).
- 1442 : Sadaronem (choix de docum., 282).
- 1516 : mention du prieuré et de la paroisse : prioratus cura de Sadarono (pouillé de Gap).
- XVIIe siècle : Cederon (inventaire de la chambre des comptes).
- 1891 : Séderon, commune, chef-lieu de canton de l'arrondissement de Nyons.

## Histoire

### Du Moyen Âge à la Révolution
La seigneurie :
- Au point de vue féodal, Séderon était une terre du fief des barons de Mévouillon puis des barons de Murs.
- 1293 : la terre est soumise aux dauphins.
- 1309 : les Mévouillons la vendent aux comtes de Provence.
- 1325 : les comtes de Provence acquièrent certains droits des Agoult.
- 1339 : ils acquièrent les droits des dauphins et réunifient la seigneurie.
- Vers 1356 : elle est donnée aux Turenne puis aux Baux d'Avellino (les vicomtes de Turenne font partie de la famille des Beaufort. Le célèbre Raymond de Turenne, pour une histoire d'héritage, ravagea Provence et Dauphiné[2]).
- 1380 : elle passe aux Villars, héritiers des Baux d'Avellino.
- Vers 1437 : elle passe aux Mévouillon de Barret.
- 1530 : elle est engagée ou vendue aux La Baume.
- (non daté) : passe aux Boche.
- Vers 1609 : passe (par héritage) aux Astoaud, encore seigneurs en 1738.

Autre version : la tradition veut que Séderon ait existé sur la colline de Gueysset (ou Gueyssier) jusqu’au Xe siècle[réf. nécessaire].

Possédée par les Mévouillon (Mevolhon), la seigneurie fut ensuite propriété de Raymond III de Toulouse[réf. nécessaire]

En 1308, les comtes de Provence achètent le fief.
Du XIIe siècle au XIIIe siècle, l'abbaye Saint-André de Villeneuve-lès-Avignon y possédait l'église castrale et l'église Sainte-Baudile, et percevait leurs revenus.
Les seigneurs prélevaient un péage sur la route allant de Carpentras à Sisteron.
1628-1630 : Séderon est touché par une épidémie de peste.
1720-1722 : lors de l’épidémie de peste dite de Marseille, Séderon est située au nord de la ligne du Jabron, élément du cordon sanitaire allant de Bollène à Embrun et isolant la Provence du Dauphiné (et dont fait partie le mur de la peste). L'interdiction de franchir le Jabron, sous peine de mort, est décidée par le gouverneur d'Argenson début août et le cordon est mis en place le 26 septembre pour n'être levé que le 19 novembre 1722 par ordonnance royale.

À Séderon, la ligne sur le Jabron est surveillée par une compagnie d'une cinquantaine d'hommes) du régiment de Poitou revenant d'Espagne à partir du 21 octobre 1720. Les soldats sont renforcés par dix hommes levés dans la population de Séderon (en plus de ceux envoyés à la compagnie de milice placée sur la Durance). La communauté est requise pour construire des corps de garde pour loger les soldats le long de la ligne : deux sont prévus entre le col de la Pigière et la Gourre mais, finalement, six corps de garde sont construits, ainsi que 17 guérites placées dans les intervalles, à une moyenne de 250 m.
Au XVIIIe siècle, Séderon était le chef-lieu d'un archiprêtré du diocèse de Gap, comprenant les paroisses d'Aulan, Ballons, Barret-de-Lioure, Eygalayes, Izon, Lachau, Mévouillon, Vers et Villefranche.
Avant 1790, Séderon était une communauté du ressort du parlement et de l'intendance d'Aix.

Elle formait une paroisse du diocèse de Gap, dont l'église était celle d'un prieuré séculier, et dont les dîmes étaient partagées entre le prieur du lieu et le commandeur des Omergues, ordre de Saint-Jean de Jérusalem, qui était aux droits d'une commanderie de Templiers, unie à la sienne en 1308.

#### Saint-Baudile
1891 : Saint-Baudille : c'est une chapelle. Elle est sur l'emplacement de l'ancien prieuré de Séderon dont le titulaire était décimateur dans cette paroisse, conjointement avec l'ordre de Saint-Jean de Jérusalem.

### De la Révolution à nos jours
En 1790, la commune est comprise dans le canton de Montbrun.

La réorganisation de l'an VIII (1799-1800) en fait le chef-lieu d'un canton comprenant les communes d'Aulan, Ballons, Barret-de-Lioure, Eygalayes, Ferrassières, Laborel, Lachau, Mévouillon, Montauban, Montbrun, Montfroc, Montguers, Reilhanette, Séderon, Vers, Villebois et Villefranche.
En 1889, pour le centenaire de la Révolution, un peuplier est planté place de la Fontaine. Celui-ci est toujours présent, sur cette place, de nos jours[réf. nécessaire].

#### Seconde guerre mondiale

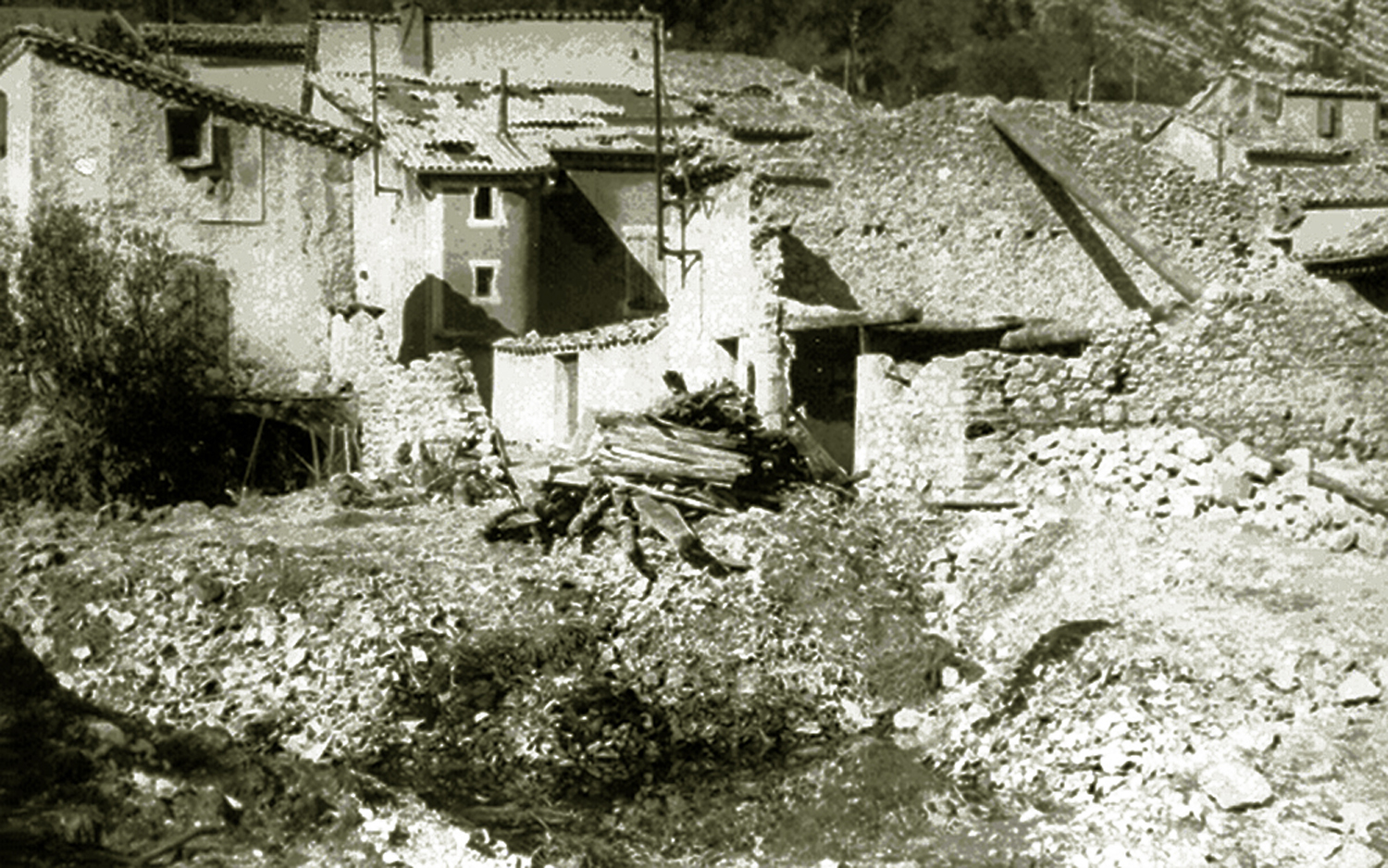
Bombardement allemand du 10 août 1944 à Séderon.

Durant la Seconde Guerre mondiale, la région a abrité plusieurs maquis et fut le lieu de combats.
- Un massacre a lieu le 20 février 1944.
- En juin, la Résistance prend le contrôle du secteur. Elle surveille ou coupe les voies de communication. Les cols du Négron et de l'Homme Mort sont sabotés[32].
- Divers éléments de la Résistance sont stationnés à Séderon et aux environs, dont des unités du 1er régiment FTP[33].
- Le 14 juillet, un détachement FFI peut rendre les honneurs au monument aux morts[32].
- Le 10 août 1944, la Luftwaffe bombarde le village, tuant sept personnes et en blessant gravement cinq[33]. « En bombardant le village, ils pouvaient estimer qu'ils allaient frapper les maquisards, mais ils savaient très bien qu'ils allaient surtout frapper la population civile. Ils ont vraiment voulu détruire un village où ils sentaient l'installation d'une résistance[34].

### Enseignement

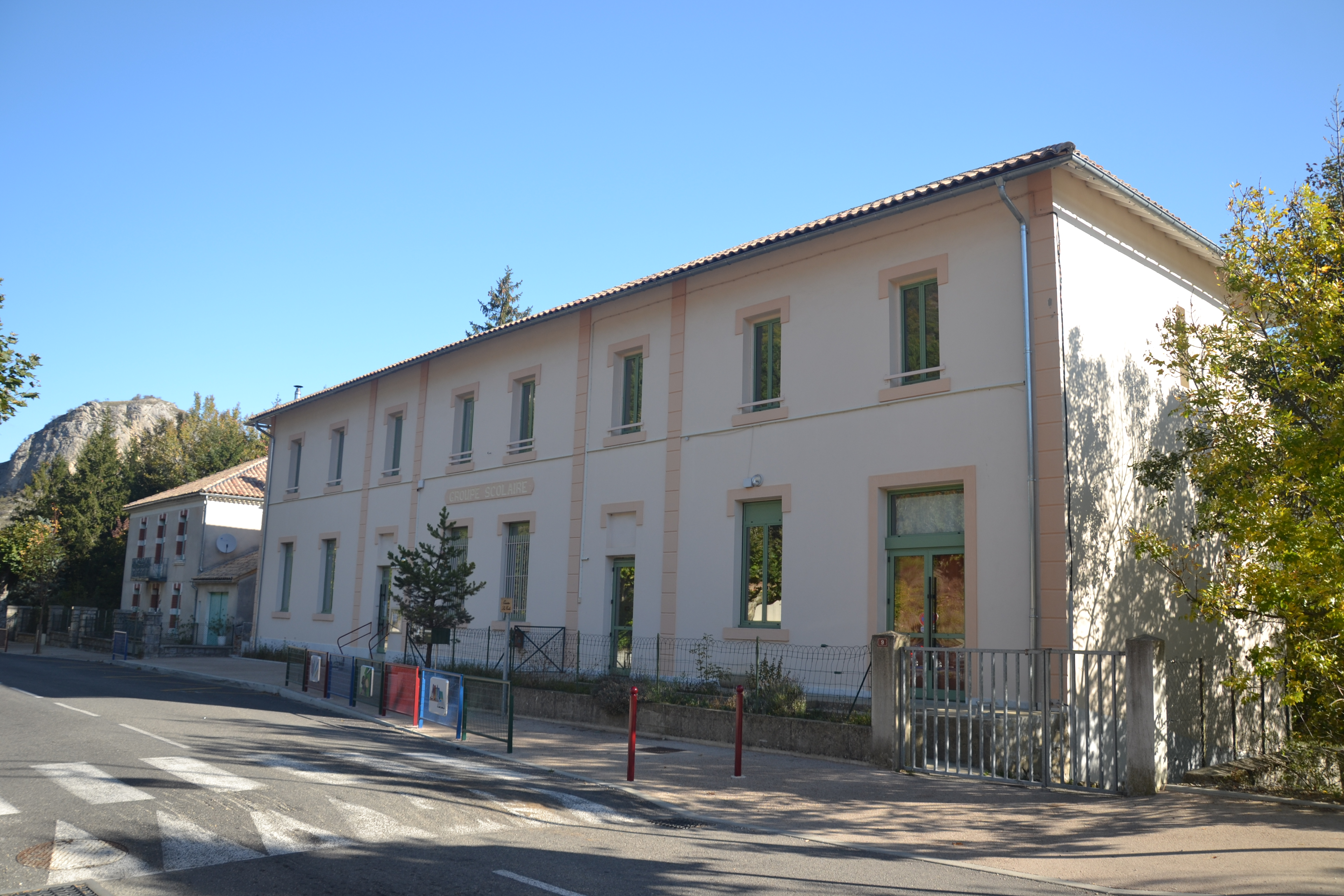
école communale de Séderon.

## Politique et administration

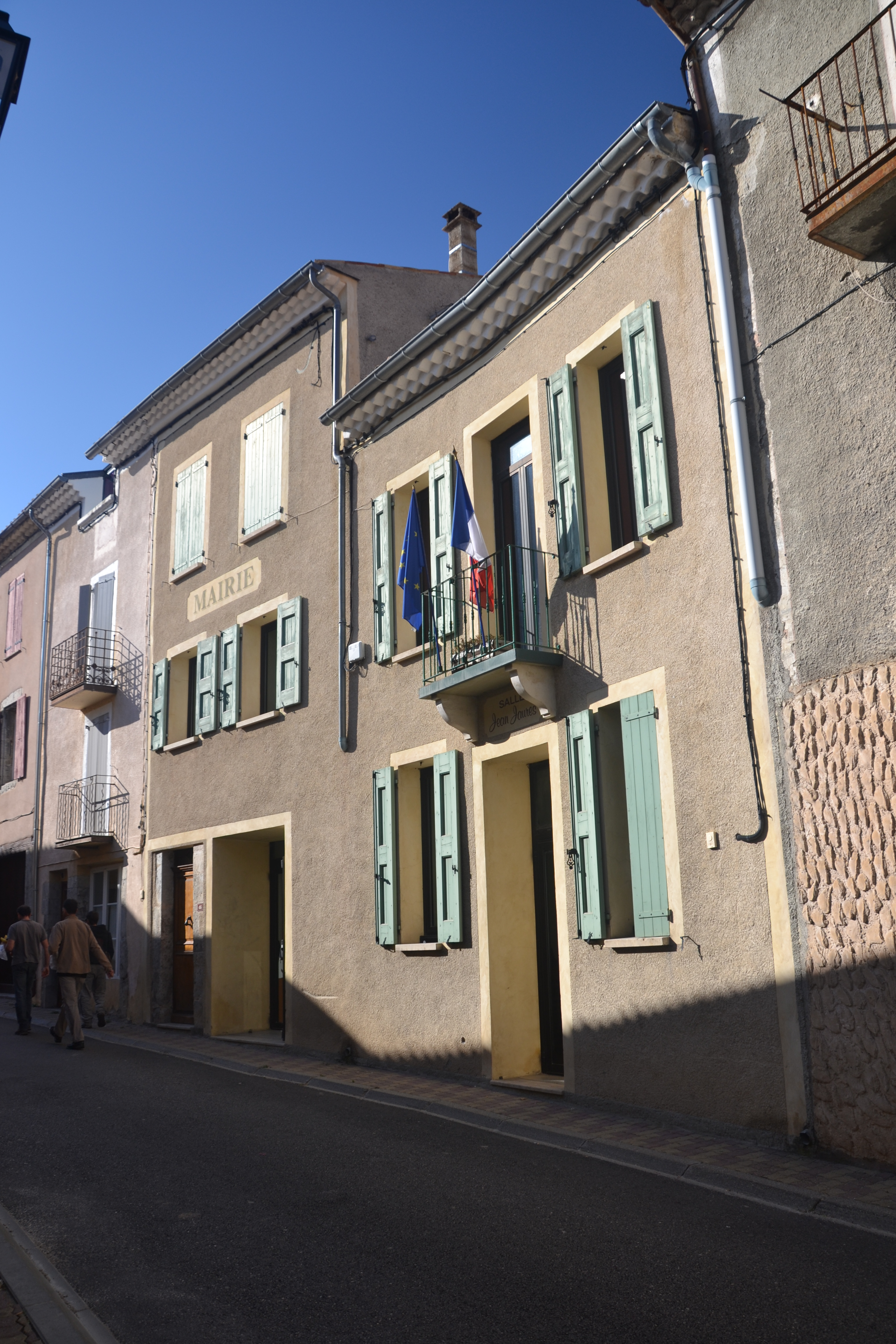
Mairie de Séderon

| Période                                  | Période                        | Identité                              | Étiquette | Qualité       |
| ---------------------------------------- | ------------------------------ | ------------------------------------- | --------- | ------------- |
| Les données manquantes sont à compléter. |                                |                                       |           |               |
| 1871                                     |                                | ?                                     |           |               |
| 1874                                     |                                | ?                                     |           |               |
| 1878                                     |                                | ?                                     |           |               |
| 1884                                     |                                | ?                                     |           |               |
| 1888                                     |                                | ?                                     |           |               |
| 1892                                     |                                | ?                                     |           |               |
| 1896                                     |                                | ?                                     |           |               |
| 1900                                     |                                | ?                                     |           |               |
| 1904                                     |                                | ?                                     |           |               |
| 1908                                     |                                | ?                                     |           |               |
| 1912                                     |                                | ?                                     |           |               |
| 1919                                     |                                | ?                                     |           |               |
| 1925                                     |                                | ?                                     |           |               |
| 1929                                     |                                | ?                                     |           |               |
| 1935                                     |                                | ?                                     |           |               |
| 1945                                     |                                | ?                                     |           |               |
| 1947                                     |                                | ?                                     |           |               |
| 1953                                     |                                | ?                                     |           |               |
| 1959                                     |                                | ?                                     |           |               |
| 1965                                     |                                | ?                                     |           |               |
| 1971                                     |                                | ?                                     |           |               |
| 1977                                     | 15-12-1982                     | Michel POLIER                         |           | Médecin       |
| 1983                                     |                                | Jean GIRARD                           |           |               |
| 1989                                     |                                | ?                                     |           |               |
| 1995                                     | 2001                           | Christian Beaume                      | UDF       | médecin       |
| 2001                                     | 2008                           | Christian Beaume                      |           | maire sortant |
| 2008                                     | 2014                           | Jean Moullet                          | DVD       | retraité      |
| 2014                                     | 2020                           | Jean Moullet                          |           | maire sortant |
| 2020                                     | En cours (au 10 décembre 2020) | Alain Frachinous[source insuffisante] |           |               |

## Population et société

### Démographie
L'évolution du nombre d'habitants est connue à travers les recensements de la population effectués dans la commune depuis 1793. Pour les communes de moins de 10 000 habitants, une enquête de recensement portant sur toute la population est réalisée tous les cinq ans, les populations de référence des années intermédiaires étant quant à elles estimées par interpolation ou extrapolation. Pour la commune, le premier recensement exhaustif entrant dans le cadre du nouveau dispositif a été réalisé en 2006.

En 2022, la commune comptait 236 habitants, en évolution de −11,61 % par rapport à 2016 (Drôme : +2,64 %, France hors Mayotte : +2,11 %).
| 1793 | 1800 | 1806 | 1821 | 1831 | 1836 | 1841 | 1846 | 1851 |
| ---- | ---- | ---- | ---- | ---- | ---- | ---- | ---- | ---- |
| 675  | 614  | 697  | 763  | 763  | 751  | 751  | 720  | 737  |

| 1856 | 1861 | 1866 | 1872 | 1876 | 1881 | 1886 | 1891 | 1896 |
| ---- | ---- | ---- | ---- | ---- | ---- | ---- | ---- | ---- |
| 691  | 710  | 690  | 635  | 667  | 670  | 689  | 629  | 602  |

| 1901 | 1906 | 1911 | 1921 | 1926 | 1931 | 1936 | 1946 | 1954 |
| ---- | ---- | ---- | ---- | ---- | ---- | ---- | ---- | ---- |
| 594  | 591  | 616  | 589  | 584  | 523  | 503  | 436  | 397  |

| 1962 | 1968 | 1975 | 1982 | 1990 | 1999 | 2006 | 2011 | 2016 |
| ---- | ---- | ---- | ---- | ---- | ---- | ---- | ---- | ---- |
| 394  | 363  | 321  | 296  | 245  | 286  | 288  | 288  | 267  |

| 2021 | 2022 | - | - | - | - | - | - | - |
| ---- | ---- | - | - | - | - | - | - | - |
| 243  | 236  | - | - | - | - | - | - | - |

### Services et équipements
- Trésor public

### Santé
La commune possède une maison médicale avec un médecin, une kinésithérapeute et trois infirmières. Le Centre Hospitalier le plus proche est celui de Sisteron, situé à 39 km, dans les Alpes-de-Haute-Provence.

### Manifestations culturelles et festivités
- Fête : le dimanche après le 14 juillet[2].

### Loisirs
- Piscine municipale[réf. nécessaire].
- Centre de pêche[2].

### Sports
La commune de Séderon, comme celle de Mévouillon, dispose de plusieurs lieux de pratique de parapente.

## Économie

### Agriculture
En 1992 : bois, lavande, tilleul, truffes, pâturage (ovins), grives, écrevisses, apiculture (miel).
- Foires : les 3 avril, 3 mai, 3 juin, 21 septembre et 22 octobre[2].

### Tourisme
- Syndicat d'initiative (en 1992)[2].
- La commune possède un camping[2].

## Culture locale et patrimoine

### Lieux et monuments
- Tour médiévale[réf. nécessaire].
- Ruines de la chapelle Notre-Dame-de-la-Brune[2].
- Église Saint-Baudile[42].
- Église du XIXe siècle : croix de procession[2].

### Patrimoine naturel
La commune fait partie du Parc naturel régional des Baronnies provençales créé en 2014.

### Personnalités liées à la commune
- Lucien Bertrand (1847-1929) ancien député de la Drôme, ancien maire de Séderon.

### Héraldique, logotype et devise
|  | Séderon possède des armoiries dont l'origine et le blasonnement exact ne sont pas disponibles. |